# Krása v přírodě
Krása v přírodě (orig. Красота в природе) je článek Vladimira Solovjova z oblasti estetiky, uveřejněný roku 1889 v časopise Otázky filozofie a psychologie (rusky Вопросы философии и психологии).

## Obsah
Článek Krása v přírodě, který sepsal Solovjov před dílem Smysl lásky, začleňuje Solovjovův pohled na krásu lásky do širšího smyslu evolučního vývoje v přírody. Práce začíná citátem z románu Idiot F.M.Dostojevského: „Krása spasí svět“. Tuto frázi použil Solovjov jako úvodní moto ke svému článku a měl tím na mysli Platónovo tvoření v kráse, které mělo spasit hmotný svět tím, že se smísí se světem ideálním. Na vznik Solovjovových názorů na krásu působila touha vidět jedno v druhém. Nějaká skutečnost sama o sobě je nehezká, ale stává se krásnou, když ji začne „prosvítat“ nějaká vyšší skutečnost. Solovjov toto tvrzeni ilustruje na příkladě diamantu. Jeho chemické složení je stejné jako v uhlí. Proto samotná hmota nemůže vysvětlit jeho krásu. Diamant je krásný pro odráženou hru paprsků světla, zcela spojených s hmotou, která nabízí zraku zářící broušené plošky dokonalé krásy. Krása nepatří jen samé hmotě, ani samému světlu, ale působí ji obojí ve svém vzájemném vztahu. Ve svém nesmíšeném a neodděleném spojení hmota i světlo si zachovávají svou přirozenost, odděleně však není vidět ani jedno ani druhé; vidíme jenom hmotu a vtělené světlo.
—  Vladimir Sergejevič Solovjov: Krása v přírodě. 
Solovjov zde uvažuje způsobem, který je důležité pochopit: světlo vzhledem ke hmotě je princip nadhmotný. Vztah mezi hmotou a světlem se dá vyjádřit jako vztah mezi hmotným a nehmotným principem. Protože tento vztah mezi hmotným a nehmotným patří do řádu spojení bez oddělení a bez smíšení, vyjadřuje krásu. Synonymem pro tento nehmotný princip v Solovjovově jazyku je „princip ideální“, tj. princip obsahující ideu. Takto můžeme postavit vedle sebe Solovjovovu definici krásy jako „vtělení ideje“: krása je proměna hmoty, do které se vtěluje jiný, nadhmotný princip. Krása je Dobro a Pravda, které se smyslově ztělesnily v materiálním bytí.

## Česká vydání
- SOLOVJOV, Vladimir, z ruštiny přeložil Alan Černohous, 2000. Krása v přírodě. In: TENACE, Michelina. Úvod do myšlení Vladimíra Solovjova. Velehrad: Refugium Velehrad-Roma. Kniha vychází v rámci výzkumného záměru „Jednotná Evropa a křesťanství“ a ve spolupráci s Centrem Aletti v Olomouci. ISBN 80-86045-55-2. S. 98–148.